# 오현규
오현규(吳賢揆, 2001년 4월 12일~)는 대한민국의 축구 선수로 포지션은 공격수이다. 현재 KRC 헹크와 대한민국 축구 국가대표팀 소속으로 뛰고 있다.

## 구단 경력

### 수원 삼성 블루윙즈 1기
매탄고등학교 재학 중이던 2019년 수원 삼성 블루윙즈와 준프로 계약을 체결한 후 같은 해 4월 26일 포항 스틸러스와의 2019년 K리그1 9라운드 원정 경기에서 애덤 태가트와의 교체 출전을 통해 K리그 무대 데뷔전을 치르며 2008년 울산 현대의 김승규 이후 11년만에 고등학생 신분으로 프로 무대를 밟은 2번째 선수가 되었다.
그 후 같은 해 5월 5일 FC 서울과의 리그 10라운드 슈퍼매치 대결에서 고등학생 신분으로는 처음으로 선발 출전했고10월 2일 구 K3리그의 화성 FC와의 2019년 FA컵 준결승 2차전에서는 후반 교체 선수로 출전하여 염기훈의 결승골을 어시스트하며 팀의 결승 진출에 일조했으며 팀도 결승에서 내셔널리그의 대전 코레일을 꺾고 통산 5번째 FA컵 정상 탈환에 성공했다.

### 김천 상무
이듬해인 2020년 5월 군 문제 해결을 위해 상무에 입대한 뒤 8월 23일 전북 현대 모터스와의 2020년 K리그1 17라운드에서 리그 데뷔골을 터뜨리기도 했으며이후 2021 시즌에서는 주로 조커로 출전했음에도 불구하고 공식전 35경기 7골·5어시스트를 기록하는 맹활약으로 김천의 2022년 K리그1 승격을 이끌어내며 K리그 영플레이어상 후보에도 이름을 올렸다.

### 수원 삼성 블루윙즈 2기
2021년 11월 27일부로 김천에서의 1년 6개월간의 군 복무를 마치고 전역하여 친정팀인 수원으로 복귀한 후 울산 현대와의 2021년 K리그1 37라운드에서 후반 추가 시간에 김건희와의 교체 투입을 통해 수원 복귀전을 치렀다.
2021 시즌 이후 정상빈이 잉글랜드 프리미어리그 울버햄프턴 원더러스로 이적함에 따라 수원의 주전으로 발탁되어 2022 시즌 공식전 39경기 14골·3어시스트를 기록했고 특히 K리그2 FC 안양과의 2022년 K리그 승강 플레이오프 2차전에서 1 - 1로 팽팽히 맞서던 연장 후반 종료 직전 극적인 결승골을 터뜨리며 수원의 K리그1 잔류를 이끌었다.

### 셀틱 FC
2023년 1월 25일 300만유로(약 40억원)의 이적료로 스코티시 프리미어십의 명문 구단인 셀틱 FC로의 이적을 확정지으며 기성용, 차두리에 이어 한국인으로서는 3번째로 셀틱에 입단한 선수가 되었고 아울러 수원 유스팀 출신으로는 권창훈, 정상빈에 이어 3번째로 유럽에 진출한 선수가 되었다.
이후 세인트 미렌과의 2022-23 스코티시컵 16강에서 스코틀랜드에서의 데뷔골을 터뜨린 뒤 레인저스 FC와의 2022-23 스코티시 리그컵 결승전에 후반 31분 교체 투입되며 팀의 리그컵 통산 21번째이자 2회 연속 리그컵 정상 탈환에 힘을 보탰으며 세인트 미렌과의 2022-23 스코티시 프리미어십 28라운드 원정 경기에서는 리그 데뷔골까지 터뜨리며 팀의 5-1 대승에 일조했다.
그리고 2023년 5월 7일 열린 하트 오브 미들로디언과의 리그 34라운드 원정 경기에서 후반 25분 교체 투입된 뒤 10분만인 35분경 리그 3호골이자 시즌 4호골을 쐐기골로 장식하며 팀의 2-0 완승과 함께 리그 통산 53번째 정상 등극에 일조했으며 본인도 유럽 진출 이후 첫 리그 우승의 기쁨을 맛보았다.
그 뒤 우승이 확정된 상황에서 열린 애버딘 FC와의 리그 최종전에서 후반 5분경 교체 투입되자마자 유럽 리그 진출 이후 첫 멀티골을 터뜨리며 팀의 5-0 대승에 기여했으며 2022-23 시즌 리그 16경기 6골을 기록하며 유럽 리그에 완벽히 적응했음을 보여주었다.
이후 인버네스 캘리도니언 시슬과의 2022-23 스코티시컵 결승전에서도 후반 14분 후루하시 교고 대신 교체 투입되어 팀의 쐐기골 기점 역할을 수행하며 3-1 승리와 함께 2022-23 시즌 도메스틱 트레블 달성에 크게 이바지했으며 2022-23 시즌 공식전 21경기 7골이라는 준수한 활약으로 유럽 진출 첫 시즌을 성공적으로 마무리했다.

## 국가대표팀 경력

### 대한민국 U-23
대한민국 U-23 대표팀 소속으로 2022년 AFC U-23 아시안컵 예선에 출전하여 동티모르와의 H조 2차전에서 득점을 기록하며 6-0 대승과 함께 5회 연속 U-23 아시안컵 본선 진출에 일조했다.

### 대한민국 A대표팀
2022년 11월 11일 K3리그 화성 FC의 홈 경기장인 화성종합경기타운에서 열린 아이슬란드와의 2022년 FIFA 월드컵 출정식 겸 평가전을 앞두고 대한민국 A대표팀에 처음으로 발탁되었고 후반 27분 조규성과 교체 투입되며 국제 A매치 데뷔전을 치렀다.
그리고 그 다음날인 11월 12일 발표된 2022년 FIFA 월드컵 최종 엔트리에는 발탁되지는 못했지만 예비 선수로 월드컵 개최지인 카타르 현지까지 함께 동행하게 되었고 해당 경쟁 포지션 선수가 부상으로 낙마할 경우를 대비해 대타 선수로 들어왔으며 결국 정식 대체 멤버로는 합류하지 못했지만 4경기동안 대한민국의 모든 월드컵 본선 일정에 동행하며 12년만의 월드컵 16강 진출의 기쁨을 함께 누렸다.
그 후 2023년 3월 13일 신임 A대표팀 사령탑인 위르겐 클린스만 감독의 데뷔전인 콜롬비아와 우루과이와의 2번의 친선 홈 경기를 앞두고 발표된 A대표팀 명단에 이름을 올리며 클린스만 감독 부임 이후 처음으로 A대표팀에 합류하게 되었다.

## 경력 통계

### 국가대표팀 득점 기록
| # | 경기일     | 경기장소       | 상대팀   | 득점  | 결과  | 비고                                    |
| - | ---------- | -------------- | -------- | ----- | ----- | --------------------------------------- |
| 1 | 2024/10/10 | 요르단, 암만   | 요르단   | 2 – 0 | 2 – 0 | 2026년 FIFA 월드컵 아시아 지역 3차 예선 |
| 2 | 2024/10/15 | 대한민국, 용인 | 이라크   | 2 – 1 | 3 – 2 | 2026년 FIFA 월드컵 아시아 지역 3차 예선 |
| 3 | 2025/06/05 | 이라크, 바스라 | 이라크   | 2 – 0 | 2 – 0 | 2026년 FIFA 월드컵 아시아 지역 3차 예선 |
| 4 | 2025/06/10 | 대한민국, 서울 | 쿠웨이트 | 3 – 0 | 4 - 0 | 2026년 FIFA 월드컵 아시아 지역 3차 예선 |

## 수상

### 클럽
수원 삼성 블루윙즈
- FA컵 : 우승 (2019)

김천 상무
- K리그2 : 우승 (2021)

 셀틱 FC
- 스코티시 프리미어십 : 우승 (2022-23)
- 스코티시컵 : 우승 (2022-23)
- 스코티시 리그컵 : 우승 (2022-23)

 KRC 헹크
- 벨기에 프로 리그 : 우승 (2024-25)